# Sihl
La Sihl è un fiume della Svizzera con una lunghezza complessiva di 73 km affluente del Limmat.
Il fiume nasce sul Drusberg, in territorio di Unteriberg, nel canton Svitto. Poco dopo, nei pressi di Einsiedeln, il fiume entra nel Sihlsee (lago della Sihl), un lago artificiale creato nel 1937 che con i suoi 11 km² è il più grande lago artificiale della Svizzera. Dopo Schindellegi lascia il canton Svitto, entra per poco nel canton Zurigo e da Hütten fino a Sihlbrugg funge da confine tra il canton Zurigo e il canton Zugo. In questa parte, a Schönenberg, il fiume percorre delle rapide, chiamate Sihlsprung. Da Sihlbrugg a Langnau am Albis scorre attraverso la valle della Sihl, una valle tra l'Albis e lo Zimmerberg, percorsa dalla SZU, la ferrovia della Sihltal. Sfocia infine nel fiume Limmat nei pressi del Platzspitz, a Zurigo.